# Феміністична політична теорія
Феміністична політична теорія є дисципліною теорії фемінізму, що працює над трьома основними цілями:
1. Зрозуміти та критикувати роль гендеру в тому, як політична філософія умовно тлумачить.
2. Перевизначити та переформулювати традиційну політичну філософію у світлі феміністських питань (особливо гендерної рівності).
3. Підтримати політологію, припускаючи та домагаючись гендерної рівності.

Феміністична політична теорія охоплює широкий спектр підходів. Вона накладається на суміжні галузі, включаючи феміністичну юриспруденцію / феміністську теорію права; феміністську політичну філософію; емпіричні дослідження в політичній науці, орієнтовані на жінок; і феміністські методи дослідження (феміністський метод) для використання в політичній та соціальних науках. 
Справді, один учений зазначає, що, оскільки майже всі версії фемінізму передбачають «демонстрацію того, як політика, що розуміється як відносини влади, присутня у нашому повсякденному житті», можна розумно «описати феміністську теорію в цілому як своєрідну політичну філософію».
Феміністичну політтеорію від фемінізму відрізняє фокус в широкому сенсі на специфічне вивчення держави та її ролі у відтворенні чи виправленні гендерної нерівності. Дисципліна є досить широкою і міждисциплінарною, вона є відносно новою, інноваційною і активно розширюється; 
Stanford Encyclopedia of Philosophy пояснює, що «феміністична політична філософія служить полем для розробки нових ідеалів, практик і обґрунтування того, як політичні інститути і практики повинні бути організовані і реконструйовані».